# Centrum Sztuki Współczesnej Znaki Czasu
Centrum Sztuki Współczesnej „Znaki Czasu” – instytucja kultury w Toruniu, zajmująca się gromadzeniem, dokumentowaniem i wystawianiem polskiej i obcej sztuki współczesnej.

## Historia
Centrum powołano do życia w 2006 roku, w ramach programu „Znaki Czasu”, realizowanego przez Ministerstwo Kultury i Dziedzictwa Narodowego. Budowę gmachu na jego siedzibę przy ul. Wały gen. Sikorskiego rozpoczęto 27 października 2006 roku, a zakończono w grudniu 2007 roku. Uroczyste otwarcie CSW dla publiczności miało miejsce 14 czerwca 2008 roku, a jego pierwszym dyrektorem został Michał Korolko
W 2023 zakończyła się rozbudowa CSW. Powstał budynek warsztatowo-techniczny.

## Budynek
Autorem koncepcji architektonicznej budynku jest Edward Lach, natomiast projekt wykonała firma architektoniczna R2. Budowla o ceglanej fasadzie składa się z kilku modułów tworzących kwadrat o wymiarach 49,40 × 49,30 m. Jeden z modułów mieszczących przeszkloną, krętą klatkę schodową ma kształt walca. Trzy kondygnacje budynku mieszczą ok. 4000 m² powierzchni wystawienniczej. Na parterze znajdują się: Kino Centrum, „Pokój z kuchnią”, Księgarnia Sztuki oraz Czytelnia imienia Sömmeringów. Pierwsze i drugie piętro to sale ekspozycyjne o wysokości od 3,70 do 7,26 m. Biura instytucji mieszczą się na trzecim piętrze budynku, gdzie znajduje się również taras widokowy.

## Wystawy
Pierwszymi wystawami zorganizowanymi przez CSW Znaki Czasu były:
- Jak się rzeczy mają... prace z wiedeńskiej kolekcji fundacji Thyssen–Bornemisza Art Contemporary wykonane przez następujących artystów: Julian Rosefeldt, Allan Sekula, Los Carpinteros, Anetta Mona Chisa i Lucia Tkácová oraz Andreas Siekmann[2],
- Kwiaty naszego życia, na którą złożyły się prace dotyczące szeroko pojętego kolekcjonerstwa, wykonane przez następujących autorów: Jesper Alvaer, Kutlug Ataman, Walerian Borowczyk, Oskar Dawicki, Wojtek Doroszuk, Lilla Khoor i Will Potter, Robert Kuśmirowski, Goshka Macuga, Łukasz Skąpski, Andrzej Urbanowicz. Kuratorem wystawy była Joanna Zielińska[3] – kuratorka programowa CSW w latach 2008–2010.

Z okazji oddania CSW do użytku na tyłach budynku odbył się plenerowy koncert, w którym wzięły udział grupy 3moonboys, Potty Umbrella, Kalabrese oraz FlyKKiller.
W pierwszych dwóch latach działalności (2008–2010) program Centrum Sztuki Współczesnej Znaki Czasu koncentrował się między innymi wokół fenomenu glokalności, rozumianego jako ujęcie zjawisk regionalnych w perspektywie globalnej. W tym czasie odbyły się indywidualne wystawy takich artystów jak: Krzysztof Zieliński, Edit Oderbolz, Angelika Markul, Susan Philipsz, Mariusz Waras, Andrzej Tobis, Mieczysław Wiśniewski, Zbigniew Rybczyński, Tomek Rygalik, Tilman Wendland, Lex Drewinski, Tomasz Wiech, Grupa Azorro.
Odbyły się również dwie prezentacje prac z kolekcji CSW oraz wystawy zbiorowe, m.in.:
- Lucim żyje – artyści: Bownik i Marcelina Gunia, Dorota Chilińska i Andrzej Wasilewski, Bogdan Chmielewski, Witold Chmielewski, Roman Dziadkiewicz, Wojciech Gilewicz, Jarosław Kozakiewicz, Andrzej Maziec, Robert Rumas, Łukasz Skąpski, Wiesław Smużny, Stanisław Wasilewski, kurator: Monika Weychert-Waluszko
- Poszliśmy do Croatan – Jan Bas Ader, Sebastian Buczek, Hubert Czerepok, Fischli & Weiss, Paweł Freisler, Lukas Jiricka / Paul Wirkus, Marek Kijewski, Katarzyna Krakowiak, Kollektivnye Deystviya, Jacek Koprowicz, Jiří Kovanda, Jacek Kryszkowski, Zbigniew Libera, Leszek Przyjemski, Robert Rumas, Daniel Rumiancew, Syreny TV, Adam Witkowski, Julita Wójcik, Zakład Produkcji Dźwięku, Ziemia Mindel Würm; inicjatorzy: Daniel Muzyczuk, Robert Rumas
- Nie patrz prosto w słońce – artyści: Mauricio Alejo, Juan Carlos Alom, María Fernanda Cardoso, Clemencia Echeverri, Regina José Galindo, Teresa Margolles, Ana Mendieta, Ernesto Neto, Javier Téllez, kuratorki: Agnieszka Pindera, Joanna Zielińska
- Przeszłość jest obcym krajem – artyści: Johanna Billing, Persijn Broersen & Margit Lukács, Banu Cennetoğlu, Šejla Kamerić, Deimantas Narkevičius, Agnieszka Polska, Jasper Rigole, Slavs and Tatars, Jutta Strohmaier, Levi van Veluw, Ingrid Wildi, Krzysztof Zieliński, Edwin Zwakman, kuratorki: Aleksandra Kononiuk, Agnieszka Pindera
- MORE IS MORE – artyści: Yomar Augusto, John Bock, Monica Bonvicini, Jordi Colomer, Oskar Dawicki, Merzbow, Hans Schabus, Gregor Schneider, Costa Vece, kuratorzy: Daniel Muzyczuk, Agnieszka Pindera, Joanna Zielińska
- Melancholia Sprzeciwu. Prace z kolekcji Muzeum Sztuki Współczesnej w Antwerpii – artyści: Wiaczesław Achunow, Wiktor Alimpijew, Siergiej Bratkow, Kolektywne Działania, Rustam Halfin, Ilja Kabakow i Emilia Kabakow, Siergiej Masłow, Andriej Monastyrski, Anatolij Osmołowski, Hamlet Owsepian, Koka Ramiszwili, Jelena Worobjow i Wiktor Worobjow, Marian Żunin, kuratorzy: Daniel Muzyczuk, Agnieszka Pindera

CSW organizuje także cykliczne festiwale takie jak Pole Widzenia, czy muzyczny Festiwal CoCart.

## Dyrektorzy
- Michał Korolko (2006–2007)[5][6]
- Stefan Mucha (2007–2010)[7]
- Paweł Łubowski (2010–2014)[8]
- Krzysztof Białowicz (pełniący obowiązki; 2015)[9]
- Wacław Kuczma (2015–2020)[5]
- Krzysztof Stanisławski (2020–2024)[10]
- Anna Kompanowska (od 2024)[11]